# Ronald Oskar Determann
Ronald Oskar Determann ( 1957 - ) es un botánico estadounidense; especialista en la taxonomía de la familia de las orquidáceas. Ha sido Superintendente del "Fuqua Conservatory", del "Jardín Botánico de Atlanta", en Atlanta, Georgia.

## Honores

### Epónimos
- (Lentibulariaceae) Utricularia determannii P.Taylor[1]
- (Orchidaceae) Anthereon determannii (Luer) Pridgeon & M.W.Chase[2]
- (Orchidaceae) Pabstiella determannii (Luer) F.Barros[3]
- (Orchidaceae) Pleurothallis determannii Luer[4]
- (Orchidaceae) Ronaldella determannii (Luer) Luer[5]
- (Orchidaceae) Specklinia determannii (Luer) Luer[6]

- La abreviatura «Determann» se emplea para indicar a Ronald Oskar Determann como autoridad en la descripción y clasificación científica de los vegetales.[7]